# Chamobatidae
Chamobatidae é uma família de ácaros pertencentes à ordem Sarcoptiformes.
Géneros:
- Ceratobates Balogh & Mahunka, 1969
- Chamobates Hull, 1916
- Globozetes Sellnick, 1928
- Hypozetes Balogh, 1959
- Iugoribates Sellnick, 1944
- Ocesobates Aoki, 1965
- Oesobates Aoki, 1965
- Pedunculozetes Hammer, 1962